# Wisconsin Range
Wisconsin Range (in lingua inglese: Catena montuosa Wisconsin) è un'importante catena montuosa che fa parte dei Monti Horlick, nei Monti Transantartici, in Antartide. La catena montuosa comprende il Wisconsin Plateau e numerose dorsali e vette delimitate da Ghiacciaio Reedy, Shimizu Ice Stream, Horlick Ice Stream e l'Altopiano Antartico.
La catena è stata mappata dall'United States Geological Survey (USGS) sulla base di rilevazioni e foto aeree scattate dalla U.S. Navy nel periodo 1959-64.
La denominazione è stata assegnata dall'Advisory Committee on Antarctic Names (US-ACAN) in onore dell'University of Wisconsin–Madison, che aveva mandato numerosi ricercatori in Antartide.
Il Wisconsin Plateau costituisce la maggior parte della superficie piana della catena.

## Vette principali
- Faure Peak (3940 m)
- Mount Minshew (3895 m)
- Mount LeSchack (2265 m)
- Koopman Peak (2200 m)
- Mount Soyat (2150 m)
- Sheets Peak (1800 m)

## Importanti elementi geografici
Gli elementi di importante interesse geografico includono:
- Gierloff Nunataks
- Lentz Buttress
- Perkins Canyon
- Ruseski Buttress

## Altri elementi di interesse geografico
- Angus Nunatak
- Baker Nunatak
- Brinton Nunatak
- Davisville Glacier
- Feeley Peak
- Ford Nunataks
- Garczynski Nunatak
- Gibbon Nunatak
- Goodwin Peak
- Griffith Peak
- Haworth Mesa
- Hueneme Glacier
- Martens Peak
- McCrilliss Nunatak
- Mickler Spur
- Moran Buttress
- Mount Bolton
- Mount Brecher
- Mount Frontz
- Mount Huckaby
- Mount McNaughton
- Mount Sweatt
- Mount Vito
- Murtaugh Peak
- Norfolk Glacier
- Quonset Glacier
- Reedy Glacier
- Saunders Rock
- Sisco Mesa
- Spencer Nunatak
- Spiers Nunatak
- Walters Peak
- Widich Nunatak